# Hydriomena algosa
Hydriomena algosa är en fjärilsart som beskrevs av Paul Dognin 1893. Hydriomena algosa ingår i släktet Hydriomena och familjen mätare. Inga underarter finns listade i Catalogue of Life.